# Декок, Кристиан
Кристиа́н Деко́к (фр. Christian Decocq; род. 3 января 1945, Кале, Франция) — французский политик, функционер правоцентристских партий «Объединение в поддержку республики» и «Союз за народное движение», лидер правой оппозиции в Лилле с 1995 по 2014 год, кавалер Ордена Почётного легиона.

## Биография
Кристиан Декок начал свою карьеру в агентстве водных ресурсов, дослужившись до заместителя директора. Являлся видным политическим и общественным деятелем Севера Франции, занимая различные административные и выборные посты в регионе Нор — Па-де-Кале. Был лидером «Союза за Лилль», созданного в 2001 году как объединение правых регионалов из СНД и «Союза за французскую демократию» (позже «Демократического движения») в противовес правящим тогда левым во главе с Мартин Обри.
В 2002 году был избран в Национальное собрание, но потерпел поражение (49,4 %) на следующих выборах в 2007 году, уступив социалисту Алену Кашё (50,6 %) в третьем избирательном округе департамента Нор. В парламенте был членом Комиссии по законодательству.
Декок является голлистом и выступает против радикализации правых. Активно поддерживал политику своего однопартийца Николя Саркози.